# Народный артист Чеченской Республики
«Народный артист Чеченской Республики» (часто можно встретить неофициальное «Народный артист Чечни»; чечен. Нохчийн Республикин халкъан артист) — высшее почётное звание Народный артист Чеченской Республики, присваиваемое за выдающиеся заслуги в области театрального, музыкального, циркового, эстрадного и киноискусства. Входит в Государственную наградную систему Чечни.

## История
До распада СССР и военного переворота Джохара Дудаева существовало звание «Народный артист Чечено-Ингушской АССР».

## О награде
Почётное звание «Народный артист Чеченской Республики» — артистам и режиссерам театра, кино, телевидения, эстрады, ансамблей, хоровых коллективов, а также музыкальным исполнителям, обладающим исключительным мастерством, создавшим выдающиеся художественные образы, спектакли, музыкальные произведения, имеющим особые заслуги в деле развития
искусства.

## Народные артисты Чеченской Республики
- Категория:Народные артисты Чеченской Республики